# Данило Солдатић
Данило Солдатић (Љути До, код Берковића, 15. јул 1911 — Пребиловци, код Чапљина, 17. мај 1942) био је учесник Народноослободилачке борбе и народни херој Југославије.

## Биографија
Рођен је 15. јула 1911. године у селу Љути До, код Берковића у Херцеговини. Све до одласка на одслужење војног рока бавио се земљорадњом. После одслужења војске, вратио се у своје село и почео да се бавио сеоским занатима - коларским и ковачким. Касније је ступио у жандармеријску службу, али је после годину дана отпуштен.
За време Априлског рата 1941. године, био је мобилисан у Југословенску војску, а после њене брзе капитулације, избегао је заробљеништво и вратио се у родно место. Пошто је и Херцеговина, била укључена у састав новостворене усташке Независне Државе Хрватске, 1941. године, ту су већ првих месеци окупације отпочели масовни покољи Срба. После првих усташких покоља, над српским становништвом Дабарског поља, јуна 1941. године, Данило се заједно са осталим народом склонио у оближњи збег. Ту је позвао сељаке на оружје и борбу против усташа. Користећи своје знање, стечено у војсци, обучавао је младе сељаке који нису служили војску.
Када су у столачком крају, почели да се организују први партизански одреди, Данило се одмах определио за Народноослободилачки покрет и ступио у партизане. Као изузетно храбар борац, био је митраљезац, а новембра 1941. године, одлуком осталих бораца изабран је за командира чете у Столачком партизанском батаљону. Због своје храбрости и истицања у борби, децембра 1941. године је примљен у чланство Комунистичке партије Југославије (КПЈ).
Маја 1942. године, приликом напада италијанских окупаторских снага на подручје Пребиловаца, код Чапљине, где је су положаје држали Пребиловачка чета и делови Столачког партизанског батаљона. Данило је имао задатак да са својом четом осигура правац од реке Неретве до Чапљине. Он је овај задатак озбиљно схватио и са својим борцима се добро утврдио недалеко од ушћа реке Брегаве у Неретву. Приликом напада Италијана на њихов положај, 17. маја 1942. године, он је пустио непријатеља да им приђе на блиско одстојање, а онда наредио отварање ватре. Заједно са својих седамдесетак бораца издржао је осмочасовну борбу с бројнијим италијанским војницима, који су их засипали топовском и минобацачком ватром. У овој тешкој ситуацији, заједно с групицом најоданијих бораца извео је вешт маневар — упутио се непријатељу иза леђа и изненадио га код моста на Брегави. То је изазвало панику међу Италијанима, а онда је и остатак чете кренуо на јуриш и натерао непријатеља у набујалу реку Брегаву. Од око 300 италијанских војника, само је њих око 70 успело да се спаси из набујале реке. У завршном делу ове борбе, Данило је пао смртно погођен.
Указом Врховног штаба НОП и ДВЈ, августа 1942. године, проглашен је за народног хероја, међу првим борцима НОВ и ПОЈ. У „Билтену Врховног штаба“ бр 17-19 о проглашењу Данила Солдатића за народног хероја пише:
| „ | Додељује се назив народног хероја другу Данилу Солдатићу, командиру чете једног херцеговачког батаљона, који је својом храброшћу давао примјер другима док коначно није погинуо херојском смрћу код Пребиловаца, маја месеца о. г. | ” |

О његовом подвигу и погибији, говорио је и Радио Москва, наводећи „његово херојство као пример јунаштва југословенских партизана у борби против фашиста“.